# Premio Internacional de la Paz Infantil
El Premio Internacional de la Paz Infantil se otorga anualmente a una persona menor de edad que haya hecho una contribución significativa a la defensa de los derechos de la infancia y a mejorar la situación de los niños vulnerables como los huérfanos, los niños trabajadores y los niños con VIH/sida.El premio es una iniciativa de Marc Dullaert, fundador de la Fundación KidsRights, una organización internacional de ayuda y defensa de los niños con sede en Ámsterdam, Países Bajos.KidsRights no debe confundirse con el grupo que otorga el Premio Nobel de la Paz. 

## Historia
El primer Premio de la Paz Infantil se lanzó en noviembre de 2005 durante la Cumbre Mundial de Premios Nobel de la Paz en Roma, una reunión anual de ganadores del Premio Nobel de la Paz y organizaciones internacionales como Unicef y Amnistía Internacional. "Damos la bienvenida al lanzamiento del Premio de la Paz Infantil durante nuestra cumbre", dijo el comunicado de clausura de la cumbre. 
Mijaíl Gorbachov presentó el Premio 2005, que fue otorgado póstumamente a Nkosi Johnson, un niño sudafricano que atrajo la atención internacional sobre los niños con VIH/sida y fundó el hogar de Nkosi's Haven para madres y niños VIH positivos. El ganador recibe una donación de 100.000 euros para beneficiar un proyecto de caridad para niños, así como una estatuilla que ha sido nombrada Nkosi en honor de Nkosi Johnson. La estatuilla es de un niño empujando una pelota, "mostrando cómo un niño pone el mundo en movimiento". 
El Premio 2006 fue entregado por el Premio Nobel de la Paz Frederik de Klerk en una ceremonia en el Binnenhof, la sede del parlamento holandés en La Haya. El Premio 2007 fue presentado en el Binnenhof por Bob Geldof y la galardonada con el Premio Nobel de la Paz Betty Williams. El Premio 2008 fue presentado por Desmond Tutu.

## Destinatarios
| Año  | Recipiente                                                  | País de origen         |
| ---- | ----------------------------------------------------------- | ---------------------- |
| 2005 | Nkosi Johnson                                               | Sudáfrica              |
| 2006 | Om Prakash Gurjar                                           | India                  |
| 2007 | Thandiwe Chama                                              | Zambia                 |
| 2008 | Mayra Avellar Neves                                         | Brasil                 |
| 2009 | Baruani Ndume                                               | Tanzania               |
| 2010 | Francia Simon                                               | República Dominicana   |
| 2011 | Michaela Mycroft                                            | Sudáfrica              |
| 2012 | Kesz Valdez                                                 | Filipinas              |
| 2013 | Malala Yousafzai                                            | Pakistán               |
| 2014 | Neha Gupta                                                  | Estados Unidos         |
| 2015 | Abraham Keita                                               | Liberia                |
| 2016 | Kehkashan Basu                                              | Emiratos Árabes Unidos |
| 2017 | Mohamad Al Jounde                                           | Siria                  |
| 2018 | Marcha por nuestras vidas                                   | Estados Unidos         |
| 2019 | Greta Thunberg                                              | Suecia                 |
| 2019 | Divina Maloum                                               | Camerún                |
| 2020 | Sadat Rahman                                                | Bangladés              |
| 2021 | Vihaan y Nav Agarwal                                        | India                  |
| 2022 | Rena Kawasaki                                               | Japón                  |
| 2023 | Sofia Tereshchenko, Anastasia Feskova y Anastasia Demchenko | Ucrania                |
| 2024 | Nila Ibrahimi                                               | Afganistán             |

## Premios similares
Un Premio Internacional de la Paz Infantil también es entregado por la Children as the Peacemakers Foundation. El Premio Premio Mundial de los Niños por los Derechos del Niño es otorgado anualmente por la organización sueca Children's World. El Instituto de Economía y Paz (IEP) emite un Premio Mundial de la Paz Infantil. 